# 2013 EC
2013 EC是一颗近地小行星，它于2013年3月4日7时35分（UTC）掠过地球时距地球比月球还近。2013 EC是由美国亚利桑那州莱蒙山天文台于2013年3月2日发现的。这个小行星的大小被认为与2013年2月15日撞击俄罗斯车里雅宾斯克的小行星大小相近。它的宽度大约是10至17米。